# Karakałpacki Obwód Autonomiczny
Karakałpacki Obwód Autonomiczny, Karakałpacki OA (ros. Кара-Калпакская автономная область, kaz. قاراقالپاق موختار آبلسی, uzb. قاراقالپاق موختار ویلایاتی, karakałpacki قاراقالپاق موختار آبلسی) – obwód autonomiczny w Związku Radzieckim, istniejący w latach 1925–1932, wchodzący w skład Kazachskiej Autonomicznej Socjalistycznej Republiki Radzieckiej, która z kolei była częścią Rosyjskiej Federacyjnej Socjalistycznej Republiki Radzieckiej.
Karakałpacki OA został utworzony 19 lutego 1925, wkrótce po likwidacji i podziale Turkiestańskiej Autonomicznej Socjalistycznej Republiki Radzieckiej. Tworzenie autonomicznych jednostek terytorialnych dla mniejszości narodowych było częścią polityki tzw. korienizacji, tj. przyznawania autonomii mniejszościom narodowym zamieszkującym obszary dawnego Imperium, poprzednio dyskryminowanym i rusyfikowanym przez carat. Obwód istniał do 20 lipca 1932 r., kiedy to zmieniono status tej autonomicznej jednostki administracyjnej – podniesiono jego rangę i poszerzono zakres autonomii, tworząc Karakałpacką Autonomiczną Socjalistyczną Republikę Radziecką, wchodzącą w skład Rosyjskiej FSRR.
 Informacje nt. położenia, gospodarki, historii, ludności itd. Karakałpackiego Obwodu Autonomicznego znajdują się w: artykule poświęconym Republice Karakałpacji, jak obecnie nazywa się ta należąca do Uzbekistanu jednostka polityczno-administracyjna